# Ольпух
Ольпух (пол. Olpuch) — село на севере Польши, в гмине Стара-Кишева (Поморское воеводство). Ольпух расположен примерно в 10 км к западу от Стары-Кишевы, в 13 км к югу от Косьцежины, в 56 км к юго-западу от областного центра Поморского воеводства — Гданьска и в 278 км от столицы Польши Варшавы. Население деревни на 2021 год составило 278 человек, из которых 47,5% - женщины и 52,5% - мужчины.
В селе есть церковь, автобусная остановка, продовольственный магазин и два бара.